# Serie Radeon HD 3000
La unidad de procesamiento de gráficos (GPU) con nombre en código Radeon R600 es la base de la serie Radeon HD 3000 y las tarjetas de video de la serie FireGL 2007 desarrolladas por ATI Technologies.

## Arquitectura
Este artículo trata sobre todos los productos de la marca "Radeon HD 3000". Todos los productos de esta serie contienen una GPU que implementa TeraScale 1.

### Aceleración de vídeo
El núcleo SIP de Unified Video Decoder (UVD) está presente en las matrices de las GPU utilizadas en HD 2400 y HD 2600, pero no en HD 2900. El HD 2900 introdujo la capacidad de decodificar video dentro del motor 3D. Este enfoque también exonera a la CPU de realizar estos cálculos, pero consume mucha más corriente eléctrica.

## Productos de escritorio

### Radeon HD 3800
La serie Radeon HD 3800 se basó en la GPU RV670 con nombre en código, empaquetó 666 millones de transistores en un proceso de fabricación de 55 nm y tenía un tamaño de matriz de 192 mm2, con los mismos clústeres de 64 sombreadores que el núcleo R600, pero el ancho del bus de memoria se redujo a 256 bits.
La GPU RV670 también es la base del procesador de flujo FireStream 9170, que utiliza la GPU para realizar cálculos de punto flotante de uso general que se realizaban anteriormente en la CPU.
Radeon HD 3850 y 3870 estuvieron disponibles a mediados de noviembre de 2007.

#### Radeon HD 3690/3830
La Radeon HD 3690, que estaba limitada solo al mercado chino, donde recibió el nombre de HD 3830, tiene el mismo núcleo que la serie Radeon 3800 pero con solo un controlador de memoria de 128 bits y 256 MiB de memoria GDDR3. Todas las demás especificaciones de hardware se conservan.
Se hizo otro anuncio de que habría una variante Radeon HD 3830 con las mismas características que Radeon HD 3690, pero con una identificación de dispositivo única que no permite a los socios de tarjetas adicionales en China volver a habilitar la parte quemada del núcleo GPU para más ancho de banda de memoria.
La Radeon HD 3690 se lanzó a principios de febrero de 2008 solo para el mercado chino.

#### Radeon HD 3870 X2

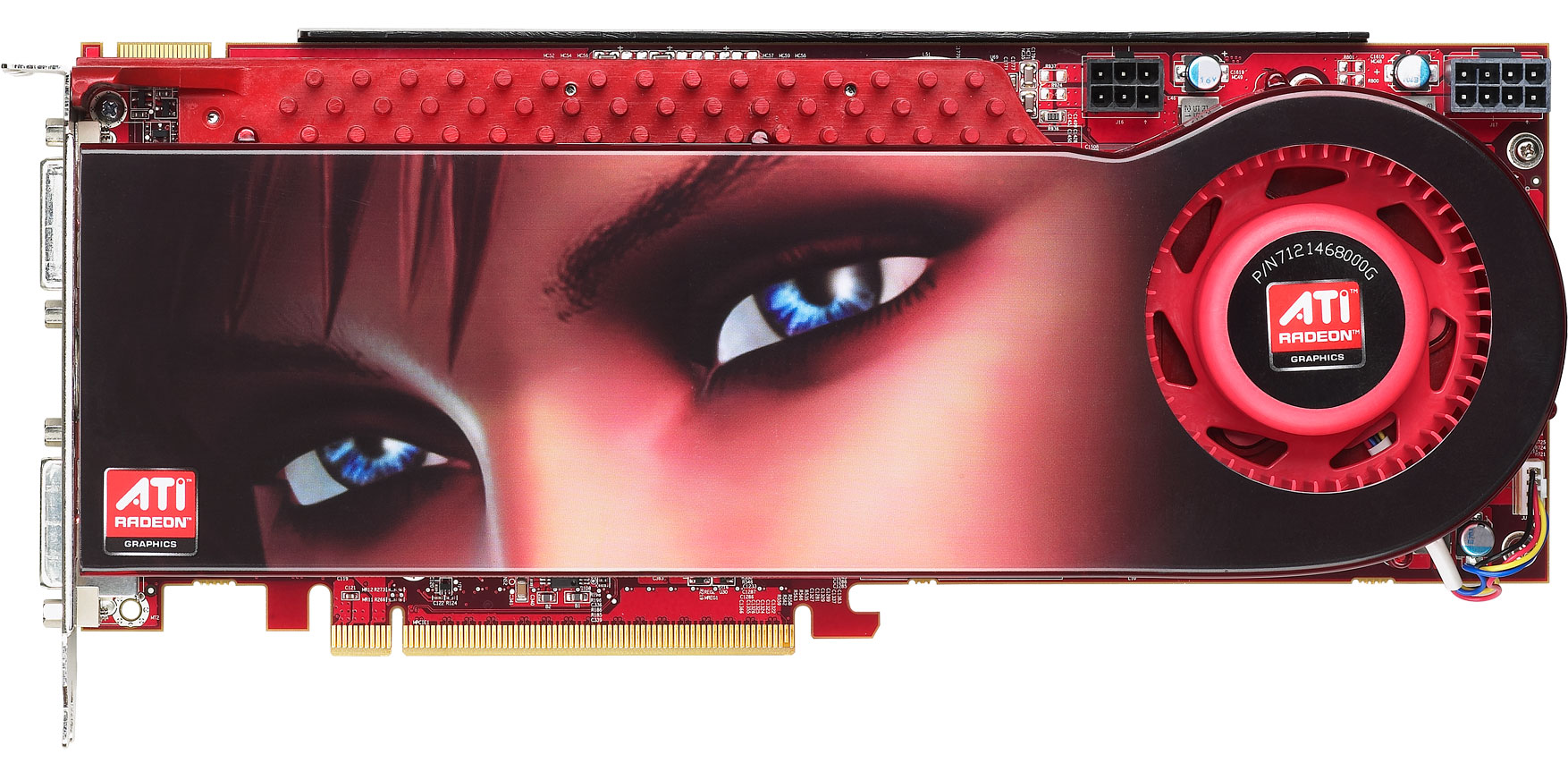
Modelo de referencia proporcionado por AMD/ATI

Radeon HD 3870 X2 (nombre en código R680) fue lanzado el 28 de enero de 2008, con 2 núcleos RV670 con un máximo de 1 GiB GDDR3 SDRAM, dirigida al mercado entusiasta y reemplazando a la Radeon HD 2900 XT. El procesador logró un rendimiento máximo de punto flotante de precisión simple de 1.06 TFLOPS, siendo el primer producto gráfico de un solo PCB del mundo que supera la marca de 1 TFLOP.
Técnicamente, esta Radeon HD 3870 X2 realmente se puede entender como un CrossFire de dos HD 3870 en un solo PCB. La tarjeta solo integra un puente PCI Express 1.1 para conectar las dos GPU. Se comunican a través de un bus bidireccional de 16 líneas para un ancho de banda de 2 x 4 Gb/s. Esto no tiene ningún efecto negativo en el rendimiento.
Comenzando con los controladores Catalyst 8.3, Amd/Ati admite oficialmente la tecnología CrossFireX para la serie 3800, lo que significa que se pueden usar hasta cuatro GPU en un par de Radeon HD 3870 X2.
AMD declaró la posibilidad de admitir 4 tarjetas Radeon HD 3870 X2, lo que permite usar 8 GPU en varias placas base, incluidas la MSI K9A2 Platinum y la Intel D5400XS, ya que estas placas base tienen espacios suficientes entre las ranuras PCI-E para tarjetas de video enfriadoras de doble ranura., presumiblemente como una combinación de dos configuraciones separadas de hardware CrossFire con una configuración de software CrossFire que une las dos, pero actualmente sin soporte de controlador.

### Radeon HD 3600
La serie Radeon HD 3600 se basó en la GPU con nombre en código RV635, empaquetó 378 millones de transistores en proceso de fabricación de 55 nm y tenía un ancho de bus de memoria de 128 bits. El soporte para puertos HDMI y D-sub también se logra a través de dongles separados. Además de las implementaciones de DisplayPort, también existen otros diseños de salida de pantalla como puerto DVI dual o DVI con diseño de salida de pantalla D-sub.
La única variante, la Radeon HD 3650, se lanzó el 23 de enero de 2008 y también tiene una ranura AGP con ancho de bus de 64 bits o la ranura PCI-E estándar con 128 bits.

### Radeon HD 3400

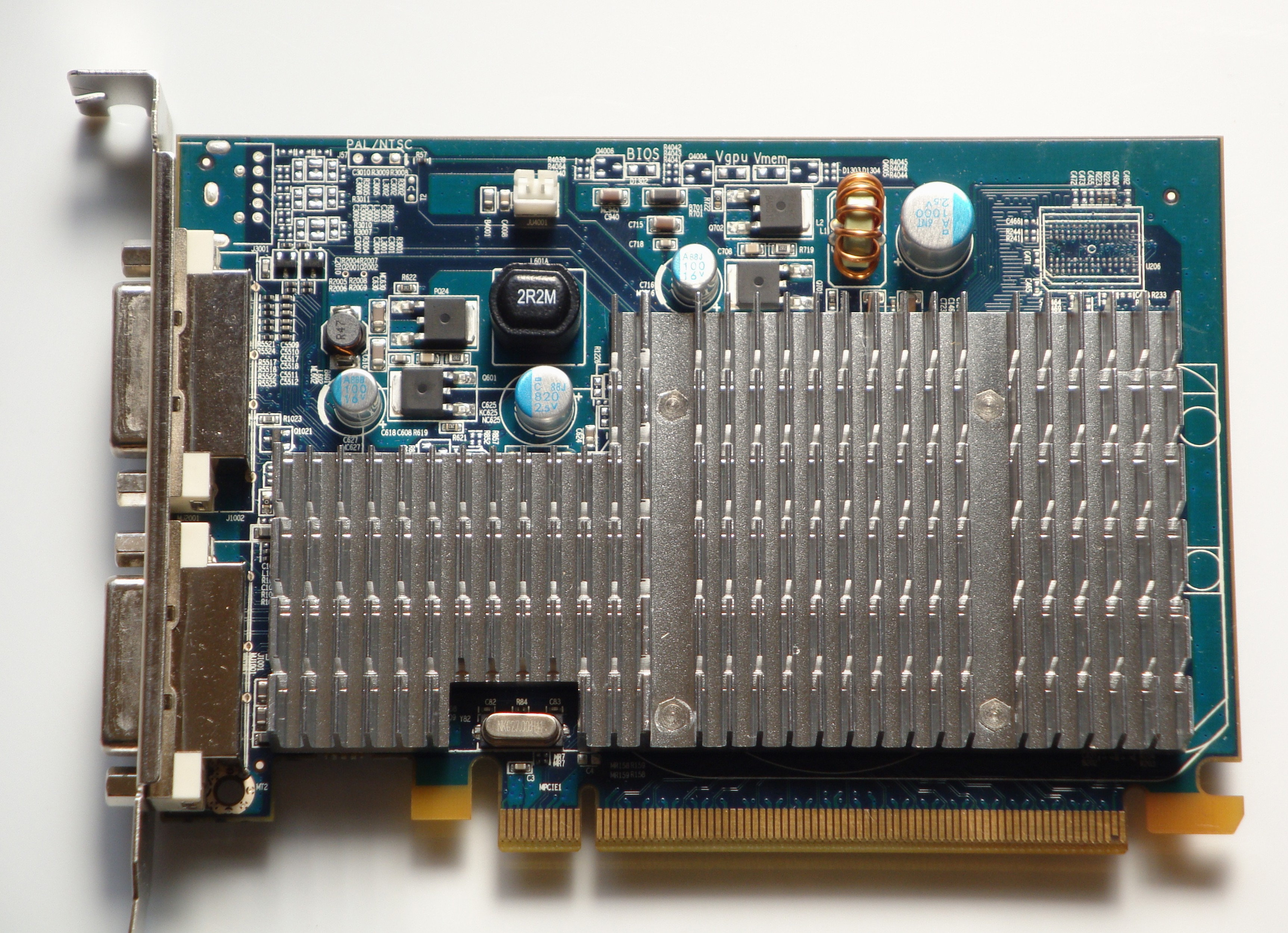
AMD Radeon HD3450

La serie Radeon HD 3400 se basó en la GPU con nombre en código RV620, empaquetó 181 millones de transistores en un 55 proceso de fabricación de nm y tenía un ancho de bus de memoria de 64 bits. Los productos estaban disponibles tanto en tarjetas de altura completa como en tarjetas de bajo perfil.
Una de las características notables es que las tarjetas de video de la serie Radeon HD 3400 (incluida la serie Mobility Radeon HD 3400) son compatibles con ATI Hybrid Graphics.
Radeon HD 3450 y Radeon HD 3470 se lanzaron el 23 de enero de 2008.

## Productos móviles
Todas las series Mobility Radeon HD 2000/3000 comparten el mismo conjunto de funciones que sus contrapartes de escritorio, así como la adición de las funciones PowerPlay 7.0 que ahorran batería, que se amplían con respecto a PowerPlay 6.0 de la generación anterior.
La Mobility Radeon HD 2300 es un producto económico que incluye UVD en sílice pero carece de una arquitectura de sombreado unificada y compatibilidad con DirectX 10.0/ SM 4.0, lo que limita la compatibilidad con DirectX 9.0c/SM 3.0 utilizando la arquitectura más tradicional de la generación anterior. A mediados de diciembre de 2007 se lanzó una variante de gama alta, la Mobility Radeon HD 2700, con frecuencias de núcleo y memoria más altas que la Mobility Radeon HD 2600.
La Mobility Radeon HD 2400 se ofrece en dos variantes de modelo; la HD 2400 estándar y la HD 2400 XT.
La Mobility Radeon HD 2600 también está disponible en los mismos dos sabores; la simple HD 2600 y, en la parte superior de la línea de movilidad, la HD 2600 XT.
El tratamiento de actualización de media generación también se había aplicado a los productos móviles. Antes de CES 2008 se anunció la serie Mobility Radeon HD 3000. Lanzada en el primer trimestre de 2008, la serie Mobility Radeon HD 3000 constaba de dos familias, la serie Mobility Radeon HD 3400 y la serie Mobility Radeon HD 3600. La serie Mobility Radeon HD 3600 también presentó la primera implementación de la industria de memoria GDDR4 integrada de 128 bits.
Desde fines de marzo hasta principios de abril de 2008, AMD renovó la lista de ID de dispositivos en su sitio web con la inclusión de Mobility Radeon HD 3850 X2 y Mobility Radeon HD 3870 X2 y sus respectivas ID de dispositivos. Más tarde, en la IDF de primavera de 2008 celebrada en Shanghái, se demostró una placa de desarrollo de la Mobility Radeon HD 3870 X2 junto con un sistema de demostración de la plataforma Centrino 2. La Mobility Radeon HD 3870 X2 se basó en dos GPU M88 con la adición de un chip conmutador PCI Express en una sola PCB. La placa de desarrollo demostrada está en el bus PCI Express 2.0 ×16, mientras que se espera que el producto final esté en los módulos AXIOM/ MXM.

## Controladores de dispositivos gráficos

### Controlador de dispositivo de gráficos propietario de AMD "Catalyst"
AMD Catalyst está siendo desarrollado para Microsoft Windows y Linux. A partir de julio de 2014, no se admiten oficialmente otros sistemas operativos. Esto puede ser diferente para la marca AMD FirePro, que se basa en hardware idéntico pero cuenta con controladores de dispositivos gráficos con certificación OpenGL.
Por supuesto, AMD Catalyst es compatible con todas las funciones anunciadas para la marca Radeon.
La serie Radeon HD 3000 se ha transferido al soporte heredado, donde los controladores se actualizarán solo para corregir errores en lugar de optimizarse para nuevas aplicaciones.

### Controlador de dispositivo de gráficos gratuito y de código abierto "Radeon"
Los controladores gratuitos y de código abierto se desarrollan principalmente en Linux y para Linux, pero también se han adaptado a otros sistemas operativos. Cada controlador se compone de cinco partes:
1. DRM del componente del kernel de Linux
2. Controlador KMS del componente del kernel de Linux: básicamente el controlador de dispositivo para el controlador de pantalla
3. Componente de espacio de usuario libDRM
4. Componente de espacio de usuario en Mesa 3D
5. Un controlador de dispositivo de gráficos 2D especial y distinto para X.Org Server, que finalmente está a punto de ser reemplazado por Glamour

El controlador de gráficos "Radeon" gratuito y de código abierto es compatible con la mayoría de las funciones implementadas en la línea de GPU Radeon. No tienen ingeniería inversa, sino que se basan en la documentación publicada por AMD.